# Lysdiodsmodul
En lysdiodsmodul är ett kretskort där lysdiod och drivelektronik är monterade redan när kortet kommer till kund/användaren.
Lysdiodsmoduler (LED Modules) brukar vanligtvis vara byggda med högeffektslysdioder och bestå av ett aluminiummönsterkort samt drivelektronik till lysdioden. Anledningen till att man använder sig av mönsterkort av aluminium är att de leder bort den värme som dessa högeffektslysdioder genererar. Detta leder till att lysdioderna hålls på en behaglig temperatur och livslängden på dem blir så lång som möjligt.

## Exempel på användningsområden
- Båtar (där den låga energiförbrukningen är viktig)
- Tak- och innerbelysning
- Fasadbelysning
- Gatubelysning
- Fordon (ex. Audi A4 fram- och bakbelysning).
- Operationsbelysning
- Butiksbelysning